# Mgławica Eskimos
Mgławica Eskimos (również NGC 2392) – mgławica planetarna położona w gwiazdozbiorze Bliźniąt, owalnego kształtu z jaśniejszym brzegiem. W lunecie można ją dostrzec jako plamkę o jasności 9,1m. Jej rozmiary kątowe na niebie wynoszą 47" × 43". Odkrył ją William Herschel 17 stycznia 1787 roku. Macierzysta gwiazda mgławicy – HD 59088 ma jasność obserwowaną 10,5m, temperaturę powierzchniową 40 000 K i należy do typu widmowego O8e. Mgławica Eskimos znajduje się w odległości około 3830 lat świetlnych.